# Incrociatori ausiliari della Regia Marina
La Regia Marina ebbe incrociatori ausiliari in tutte le azioni belliche a partire dalla Guerra italo-turca fino alla seconda guerra mondiale. Di seguito è riportato l'elenco completo delle navi utilizzate come incrociatori ausiliari con l'eventuale sigla identificativa, l'anno di costruzione, la stazza lorda relativa, i cicli bellici a cui partecipò e le eventuali informazioni sulla perdita della nave. Tutte le navi, salvo diversa indicazione, operarono nel Mediterraneo.

## Lista degli incrociatori ausiliari
- Adriatico, Guerra di Spagna, Seconda guerra mondiale
- Arborea, Seconda guerra mondiale
- Baccich, Seconda guerra mondiale
- Barletta, Guerra di Spagna, Seconda guerra mondiale
- Bosnia, 1898, 2503 t, Guerra italo-turca
- Brindisi, Seconda guerra mondiale
- Brioni, Seconda guerra mondiale
- Capitano Cecchi, Seconda guerra mondiale
- Caprera, 1910, 1825 t, Prima guerra mondiale, affondato il 5 febbraio 1918 dall'U-64
- Caralis, Seconda guerra mondiale
- Cattaro, Seconda guerra mondiale
- Città di Bari, Seconda guerra mondiale
- Città di Bengasi, Prima guerra mondiale
- Città di Cagliari,1910, 2160 t, Prima guerra mondiale
- Città di Catania, Guerra italo-turca, Prima guerra mondiale
- Città di Genova, Seconda guerra mondiale
- Città di Messina, Guerra italo-turca, Prima guerra mondiale
- Città di Napoli, Seconda guerra mondiale
- Città di Palermo, Prima guerra mondiale
- Città di Palermo, Seconda guerra mondiale
- Città di Sassari, Prima guerra mondiale
- Città di Siracusa, Prima guerra mondiale
- Città di Tunisi, Seconda guerra mondiale
- Deffenu, Seconda guerra mondiale
- Duca di Genova, Guerra italo-turca
- Duca degli Abruzzi, Guerra italo-turca
- Egeo, Seconda guerra mondiale
- Egitto, Seconda guerra mondiale
- Foscari, Seconda guerra mondiale
- Grimani, Seconda guerra mondiale
- Guerrazzi (F.D.), 1912, 640 t, Prima guerra mondiale, autoaffondato a Genova il 26 aprile 1945 (in utilizzo come mercantile)
- Lago Tana, Seconda guerra mondiale,
- Lago Zuai, Seconda guerra mondiale
- Loredan, Seconda guerra mondiale
- Lubiana, Seconda guerra mondiale
- Marcello, Seconda guerra mondiale
- Mazara, Seconda guerra mondiale
- Misurata, 1888, 2700 t, Prima guerra mondiale, affondato il 3 maggio 1917 da siluro
- Mocenigo, Seconda guerra mondiale
- Morosini, Seconda guerra mondiale
- Narenta, Seconda guerra mondiale
- Olbia, Seconda guerra mondiale
- Pola, Seconda guerra mondiale
- Porto di Suez, 1883, 1320 t, Prima guerra mondiale
- Porto Maurizio, 1884, 850 t, Prima guerra mondiale
- Porto Torres, 1901, 1160 t, Prima guerra mondiale
- RAMB I, Seconda guerra mondiale
- RAMB II, Seconda guerra mondiale
- RAMB III, Seconda guerra mondiale
- Rovigno, Seconda guerra mondiale
- Sassari, 1489 t, Prima guerra mondiale
- Tocra, 1901, 2860 t, Prima guerra mondiale
- Tolemaide, 1899, 2700 t, Prima guerra mondiale
- Umberto I, Prima guerra mondiale
- Zara, Seconda guerra mondiale